# Psammetich III.
Psammetich III. (auch Psammenit, Psammenitus) war der letzte Pharao (König) der altägyptischen 26. Dynastie (Saïten-Dynastie) und regierte von 526 bis 525 v. Chr.

## Leben

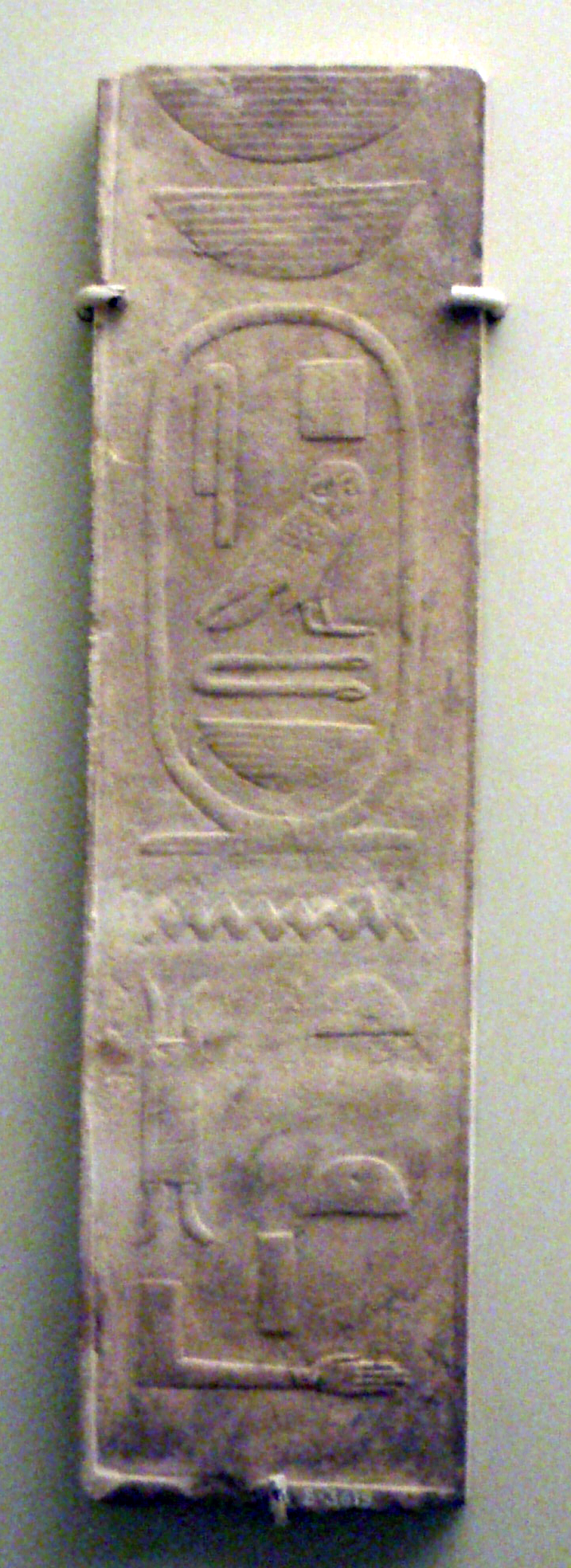
Fragment eines Steinreliefs, auf dem vermutlich die Kartusche Psammetichs III. zu sehen ist (Royal Ontario Museum, Toronto)

Psammetich III. war der Sohn von Amasis und Königin Takheta. Er war zu Lebzeiten seines Vaters Kommandant der ägyptischen Flotte und übernahm nach dessen Tod seine Nachfolge als ägyptischer König. Schon nach einer Regierungszeit von nur sechs Monaten wurde er vom persischen König Kambyses II. 525 v. Chr. bei Pelusion besiegt. Diese Niederlage wird auf den Verrat der ägyptischen Verteidigungsstellungen durch den Söldnerführer Phanes von Halikarnassos zurückgeführt. Psammetich III. wurde kurze Zeit später in Memphis belagert und zur Aufgabe seines Amtes gezwungen. Nach der Eroberung der Stadt ließ Kambyses II. 2.000 wohlhabende Einwohner töten, behandelte aber aus Mitleid Psammetich III. anfangs gnädig. Als dieser jedoch die Ägypter zum Widerstand gegen die Perser aufrief, wurde er nach Herodot (III,15) dazu verurteilt, sich durch das „Trinken von Stierblut“ im Jahr 523 v. Chr. zu töten.

## Nachkommen
Laut Herodots Aufzeichnungen zeugte Psammetich III. mit seiner Frau eine Tochter und einen Sohn namens Amasis. Über sie gibt es jedoch keine weiteren Quellen.